# Ctenophora nohirae
Ctenophora nohirae är en tvåvingeart som beskrevs av Matsumura 1916. Ctenophora nohirae ingår i släktet Ctenophora och familjen storharkrankar. Inga underarter finns listade i Catalogue of Life.